# Пычкэс
Пычкэс (Пычка, Пывка, Пычкес) — река в России, протекает в Сысольском районе Республики Коми, левый приток Сысолы.
Длина реки составляет 24 км. Течёт по лесистой, болотистой местности преимущественно на северо-восток; крупнейший приток — Гыркотш (правый). Пересекает автодорогу Койгородок — Визинга, впадает в Сысолу в 1 км к югу от деревни Ягдор и в 147 км от устья Сысолы.

## Данные водного реестра
По данным государственного водного реестра России относится к Двинско-Печорскому бассейновому округу, водохозяйственный участок реки — Вычегда от истока до города Сыктывкар, речной подбассейн реки — Вычегда. Речной бассейн реки — Северная Двина.
Код объекта в государственном водном реестре — 03020200112103000019409.